# Бугай Сергій Іванович
Сергій Іванович Бугай (нар. 29 вересня 1972, Миколаїв, СРСР) — радянський та український футболіст, захисник, пізніше — тренер.

## Кар'єра гравця
Починав займатися футболом у миколаївському ДЮСШ «Суднобудівник». У складі «Суднобудівника» дебютував в 16-річному віці. Починав як нападник, але на початку 90-их років тренер Леонід Колтун перевів Сергія в оборону. У цей період Бугай зіграв у миколаївській команді понад 200 матчів, в яких понад 80 разів виводив команду на поле з капітанською пов'язкою. Найуспішнішим для Бугая в складі «корабелів» став сезон 1997/98 років, в якому СК «Миколаїв» з великим відривом від другого місця виграв першу лігу. Після цього успіху четверо лідерів миколаївців — Лавренцов, Бугай, Пономаренко і Забранський — були запрошені в криворізький «Кривбас». Після одного сезону в Кривому Розі виступав кілька років в запорізькому «Металурзі». На заході кар'єри повернувся в МФК «Миколаїв».
Загалом у миколаївській команді виходив на поле у 261-му матчі чемпіонату СРСР і України в трьох лігах, забив 37 голів. В останньому сезоні отримав статусу граючого тренера.

## Досягнення

### Командні
- Вища ліга чемпіонату України
  -  Бронзовий призер (1): 1998/99

- Перша ліга чемпіонату України
  -  Чемпіон (1): 1997/98
  -  Срібний призер (1): 1994

### Особисті
МФК «Миколаїв»
- Друге місце в рейтингу гравців, які зіграли найбільшу кількість матчів у футболці клубу (253 матчі)

## Кар'єра тренера
У 2011 році повноцінно увійшов до тренерського штабу «корабелів». У 2013 році, коли миколаївську команду очолив Олег Федорчук, Бугай був змушений покинути розташування команди. У квітні 2010 року знову зайняв посаду помічника головного тренера МФК «Миколаїв».
У 2014 році став головним тренером аматорської команди «Аграрник» з Великої Мечетні.

## Стиль гри
Олександр Двойнисюк, журналіст газети «Николаевские новости», так охарактеризував футболіста: «… справжній боєць і лідер команди. … Удар божевільної сили і відмінна гра головою часом стають нерозв'язною проблемою для суперників. У запалі боротьби іноді заробляє „гірчичники“».